# Somontano
El somontano es un vino de España con Denominación de Origen Protegida, producido en la provincia de Huesca. El área de cultivo del Somontano se asienta en la comarca del mismo nombre, que tiene como centro la localidad de Barbastro. Zona verde y abrupta, en ella la vid se cultiva en las terrazas de los valles que desembocan en el límite norte de la depresión del Ebro.
Somontano significa al pie del monte y describe el área geográfica donde se asienta esta denominación de origen, ya que se trata de una zona de transición entre el valle del río Ebro y los Pirineos, también conocida como pre-pirineo.
Fueron los romanos quienes consolidaron el cultivo de la vid que prosperó bajo la influencia de los monasterios en la Edad Media. Actualmente esta DO produce vinos de calidad apreciados por los consumidores.
La DOP Somontano obtuvo su registro ante la Unión Europea el 13 de junio de 1986. También cuenta con registro ante la Organización Mundial de la Propiedad Intelectual desde 22 de junio de 2021.

## El Entorno
El suelo contiene arenisca y arcilla, así como piedra caliza y material aluvial. Presenta escasa fertilidad y buen drenaje. La altitud oscila entre los 350 metros y los 1000 metros.
El clima, continental, está suavizado por el abrigo que suponen los Pirineos frente a los fríos vientos del norte. Aun así son frecuentes las heladas en invierno así como temperaturas extremas en verano.
Las diferencias térmicas entre el día y la noche son también muy acusadas.
La pluviometría media es de 500 mm.

## Uvas
Tintas
- Tempranillo
- Cabernet Sauvignon
- Merlot
- Moristel
- Garnacha Tinta
- Parraleta
- Pinot Noir
- Syrah

Blancas
- Macabeo
- Garnacha blanca
- Alcañón
- Chardonnay
- Gewürztraminer
- Sauvignon Blanc
- Riesling

## Bodegas

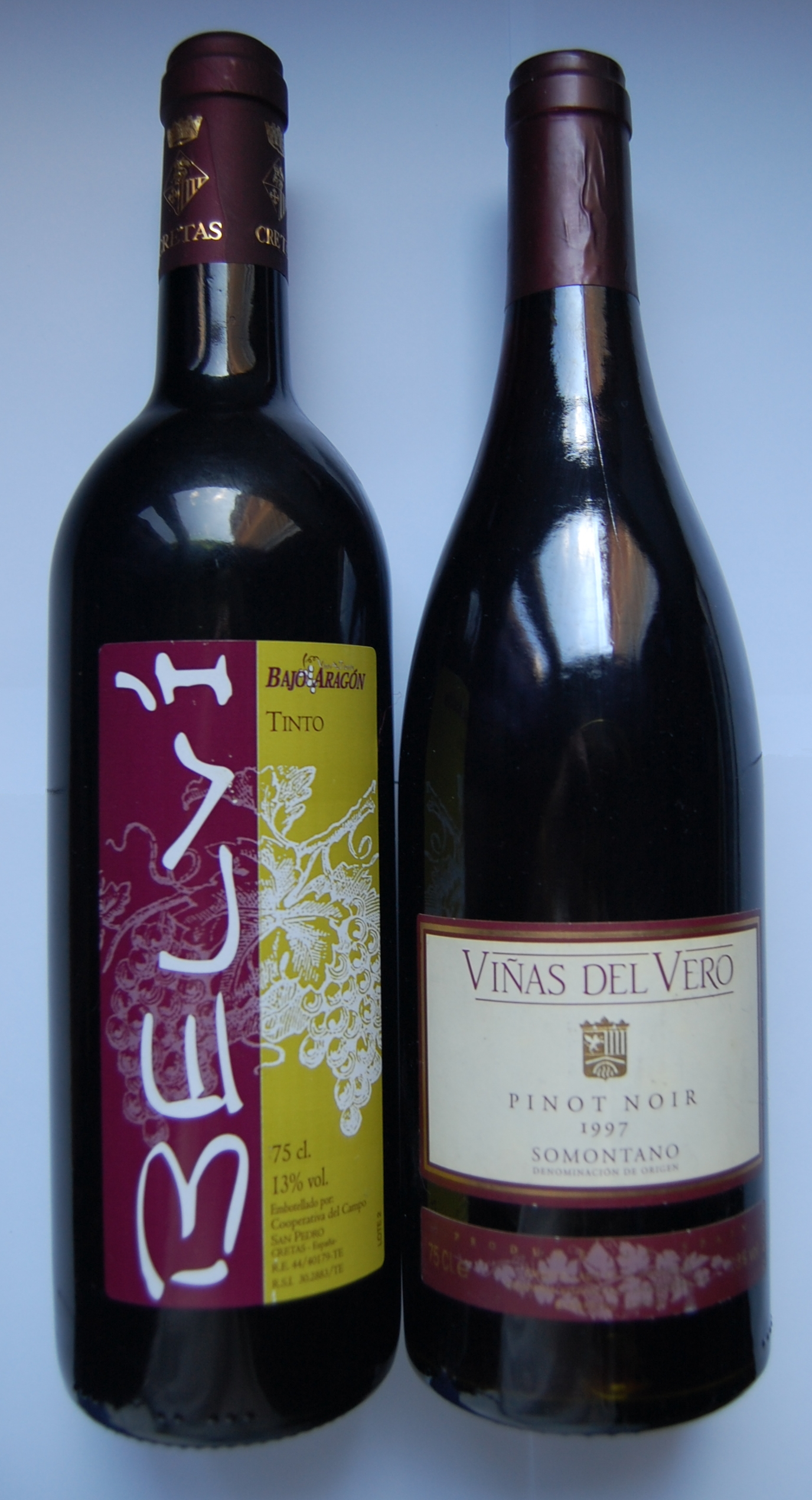
Vinos de Somontano y Bajo Aragón.

- Bodegas Osca
- Bodegas Fábregas
- Bodegas Lalanne
- Bodega Viñas del Vero
- Bodega Enate
- Bodega Pirineos
- Bodegas Valdovinos
- Bodega Blecua
- Bodegas Dalcamp
- Bodega Otto Bestué
- Bodega Laus
- Bodega Aldahara
- Bodegas Abinasa
- Bodega Sommos
- Bodegas Meler
- Bodegas Alodia
- Bodegas Estada
- Bodegas Bal d'Isábena
- Bodegas Obergo
- Bodegas Sers
- Bodegas Monte Odina
- Bodega Villa d'Orta
- Bodega Mipanas
- Bodegas Lasierra
- Bodegas Chesa
- Bodegas El Grillo y la Luna
- Bodega Batán de Salas De Beroz
- Bodega Idrias
- Bodega Ras Vals

## Producción
- 4400 hectáreas de viñas
- 33,5 hectáreas de cultivo ecológico
- 13.5307 hectolitros el año 2003

## Añadas

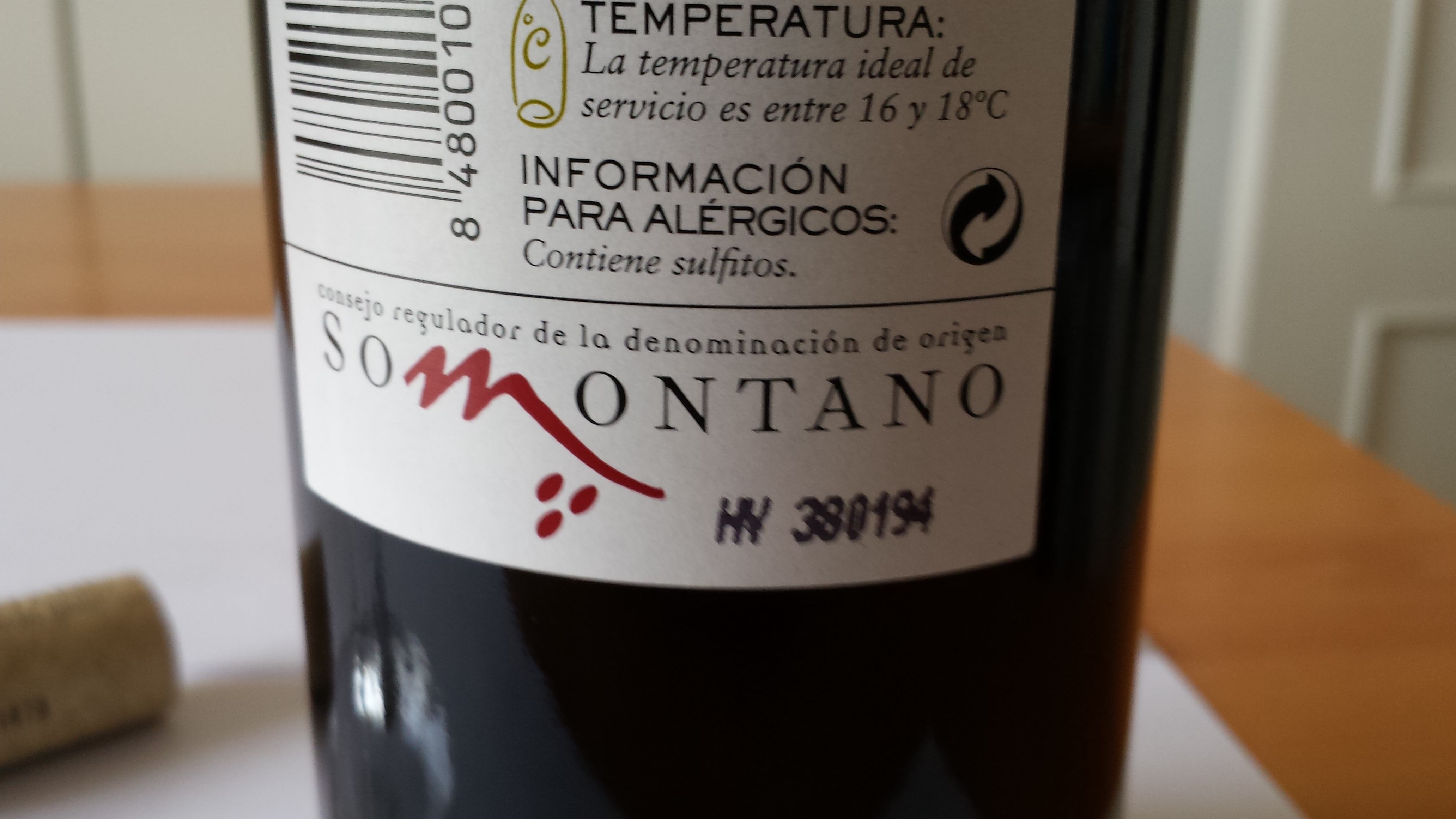
Etiqueta de la DO Somontano

- 1982 Excelente
- 1983 Muy Buena
- 1984 Regular
- 1985 Excelente
- 1986 Buena
- 1987 Muy Buena
- 1988 Excelente
- 1989 Muy Buena
- 1990 Buena
- 1991 Muy Buena
- 1992 Muy Buena
- 1993 Excelente
- 1994 Excelente
- 1995 Excelente
- 1996 Muy Buena
- 1997 Buena
- 1998 Excelente
- 1999 Muy Buena
- 2000 Buena
- 2001 Excelente
- 2002 Muy Buena
- 2003 Muy buena
- 2004 Muy buena
- 2005 Excelente
- 2006 Excelente
- 2007 Excelente
- 2008 Muy buena
- 2009 Muy buena